# Technisches Hilfswerk
Bundesanstalt Technisches Hilfswerk (THW, Federalna Służba Ratownictwa Technicznego) – niemiecka instytucja podległa rządowi federalnemu w gestii której znajduje się zarządzanie kryzysowe. 
Powstała 12 września 1950 jako Zivil- und Katastrophenschutzorganisation des Bundes.

## Zadania

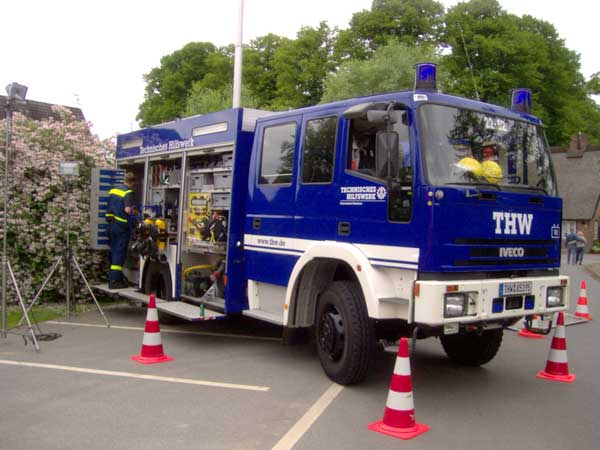
„GKW” – najczęściej używany pojazd w THW

Do zadań THW należy zapewnienie pomocy techniczej:
- w zakresie ochrony cywilnej oraz zarządzania kryzysowego
- za granicą na polecenie rządu federalnego
- w razie katastrof, sytuacji nadzwyczajnych lub wypadków o dużej skali na wniosek odpowiednich organów bezpieczeństwa

## Organizacja

Stowarzyszenia landowe THW

Siedziba agencji znajduje się w Bonn. Terytorialnie podzielona jest ona na osiem stowarzyszeń krajowych (Landesverbände):
- Badenia-Wirtembergia z siedzibą w Stuttgarcie
- Bawaria z siedzibą w Monachium
- Berlin, Brandenburgia i Saksonia-Anhalt z siedzibą w Berlinie (znajduje się tam również Centrum Informacyjne)
- Brema, Dolna Saksonia z siedzibą w Hanowerze
- Hamburg, Meklemburgia-Pomorze Przednie oraz Szlezwik-Holsztyn z siedzibą w Kilonii
- Hesja, Nadrenia-Palatynat i Saara z siedzibą w Moguncji
- Nadrenia Północna-Westfalia z siedzibą w Heiligenhaus (znajduje się tam również Centrum Logistyczne)
- Saksonia i Turyngia z siedzibą Altenburgu